# یانگ یو سوب
یانگ یو سوب (کره‌ای: 양요섭؛ زادهٔ ۵ ژانویه ۱۹۹۰) که بیشتر با نام یوسوب (کره‌ای: 요섭) شناخته می‌شود، خواننده و بازیگر موزیکال اهل کره جنوبی است. او وکالیست اصلی گروه پسرانهٔ هایلایت است.

## زندگی‌نامه
یانگ یو سوب زادهٔ سئول، کره جنوبی در ۵ ژانویه ۱۹۹۰ است و یک خواهر کوچکتر به نام یانگ هه یون دارد.

## فیلم‌شناسی

### ورایتی شو
| سال       | عنوان                          | نقش               | توضیحات         |
| --------- | ------------------------------ | ----------------- | --------------- |
| ۲۰۱۱      | اسکول ورایتی ۱۰۰ امتیاز از ۱۰۰ | مجری/عضو بازیگران |                 |
| ۲۰۱۱      | ترانه‌های جاودانه               | مهمان             |                 |
| ۲۰۱۲      | ۱ در برابر ۱۰۰                 | مهمان             | قسمت ۲۶۰        |
| ۲۰۱۳      | صدای کودکان – کره              | داور/مربی         |                 |
| ۲۰۱۳      | من تنها زندگی می‌کنم            | عضو بازیگران      | قسمت ۲۸–۴۵      |
| ۲۰۱۵      | بیا با دوستان بخوریم           | عضو بازیگران      |                 |
| ۲۰۱۶      | قانون جنگل در تیمور شرقی       | عضو بازیگران      |                 |
| ۲۰۱۷      | اجرای دونفره فوق‌العاده فصل ۲   | مجری              |                 |
| ۲۰۲۰–۲۰۲۱ | پادشاه خواننده نقابدار         | شرکت کننده        | قسمت‌های ۲۷۳–۲۹۰ |
| ۲۰۲۲      | Artistock Game                 | یوزر ایجنت        | [ ۴ ]           |

### مجموعه تلویزیونی
| سال  | عنوان        | نقش         | توضیحات                |
| ---- | ------------ | ----------- | ---------------------- |
| ۲۰۱۲ | دخترم سویونگ | یانگ یو سوب | حضور افتخاری – قسمت ۲۵ |
| ۲۰۱۵ | بیا بخوریم ۲ | یانگ یو سوب | حضور افتخاری – قسمت ۱۶ |

### برنامه اینترنتی
| سال  | عنوان                      | نقش  | توضیحات               | منابع |
| ---- | -------------------------- | ---- | --------------------- | ----- |
| ۲۰۲۰ | COMEBACK SHOW MU:TALK LIVE | مجری |                       |       |
| ۲۰۲۲ | تحویل ۲                    | مجری | به همراه سون دونگ وون | [ ۵ ] |
| ۲۰۲۲ | پلی‌لیست من                 | مجری | به همراه سو اون-کوانگ | [ ۶ ] |

### تئاتر موزیکال
| سال       | عنوان              | نقش              | توضیحات  |
| --------- | ------------------ | ---------------- | -------- |
| ۲۰۱۱      | گوانگ‌هوامون سوناتا | جی یونگ          | نقش اصلی |
| ۲۰۱۳      | جوزف               | جوزف             | نقش اصلی |
| ۲۰۱۴      | خانه کامل          | لی یونگ جه       | نقش اصلی |
| ۲۰۱۴      | زورو               | زورو             | نقش اصلی |
| ۲۰۱۵      | رابین هود          | شاهزاده فیلیپ    | نقش اصلی |
| ۲۰۱۵      | سیندرلا            | شاهزاده کریستوفر | نقش اصلی |
| ۲۰۱۷      | آن روزها           | مو یونگ          | نقش اصلی |
| ۲۰۲۰      | آن روزها           | مو یونگ          | نقش اصلی |
| ۲۰۲۱–۲۰۲۲ | چیزی گندیده        | نیک باتم         | نقش اصلی |

### برنامه رادیویی
| سال       | عنوان                    | نقش       | منابع |
| --------- | ------------------------ | --------- | ----- |
| ۲۰۱۸–۲۰۱۹ | رادیو رؤیایی یانگ یو سوب | دی‌جی      |       |
| ۲۰۲۲      | سونگ پلازای گی‌کوانگ      | دی‌جی ویژه | [ ۸ ] |